# Erkin Osman
Erkin Osman (2 settembre 1963) è un allenatore di calcio a 5 ed ex giocatore di calcio a 5 cipriota naturalizzato australiano.

## Carriera
Originario di Cipro, come massimo riconoscimento in carriera vanta la partecipazione, con la nazionale australiana, al FIFA Futsal World Championship 1992 a Hong Kong dove i socceroos sono stati eliminati al primo turno, nel girone comprendente Brasile, Belgio e Costa Rica. Nel giugno del 2008 viene nominato commissario tecnico della nazionale neozelandese in procinto di disputare la OFC Futsal Championship 2008.